# Sarcófago
Sarcófago var ett black/thrash/death metal-band från Brasilien. Bandet grundades år 1985 i Belo Horizonte och splittrades 2000.

## Medlemmar
Senaste medlemmar
- Wagner Antichrist (Wagner Moura Lamounier) – sång (1985–1987, 1989–2000), gitarr (1989-2000)
- Gerald Incubus (Geraldo Minelli) – basgitarr (1985–1987, 1989–2000)
- Eugênio –  trummor, synthesizer (1991–2000)

Tidigare medlemmar
- Pussy Fucker (Juninho) – basgitarr (1985–1986)
- Leprous (Armando Sampaio) – trummor (1985–1986)
- Butcher (Zéder) – gitarr (1985–1987)
- Roberto UFO – gitarr (1985–1986)
- Rob Thunder – gitarr (1985)
- Cabeção (Vega) - sång (1985)
- D.D. Crazy (Eduardo) – trummor (1985–1987, 1998)
- Joker (Manoel Henriques) – trummor (1989–1991)
- Fábio Jhasko – gitarr (1990–1993)
- Lucio Olliver (Luciano Oliveira) – trummor (1991–1993)
- Vanir Death – keyboard (1991–1993)
- Bruno Fonseca – trummor (1997–1998)

## Diskografi
Demo
- 1986 – Satanic Lust
- 1986 – The Black Vomit
- 1987 – Christ's Death
- 1989 – Rehearsals 89

Studioalbum
- 1987 – I.N.R.I.
- 1991 – The Laws of Scourge
- 1994 – Hate
- 1997 – The Worst

EP
- 1989 – Rotting
- 1992 – Crush, Kill, Destroy
- 2000 – Crust

Samlingsalbum
- 1995 – Decade of Decay
- 2015 – Die Hard!!!

Annat
- 1986 – Warfare Noise I (delad album med Chakal / Mutilator / Holocausto)
- 1990 – The Lost Tapes of Cogumelo (delad album: Sepultura / Overdose / Mutilator / Sarcófago / Chakal / Holocausto)